# うらわ自動車教習所
うらわ自動車教習所（うらわじどうしゃきょうしゅうじょ）は、株式会社UDSが運営する埼玉県さいたま市南区および同県川口市にある埼玉県公安委員会指定の指定自動車教習所である。

## 概要
託児所を設置している。

## 所在地
さいたま市南区文蔵および川口市芝富士に跨っている（ビルはさいたま市南区文蔵にあり、その他の敷地は川口市芝富士にある）が、住所は以下の通り。
- 埼玉県さいたま市南区文蔵3-11-9

## 取得できる免許
- 普通自動車免許（MT・AT）
- 準中型免許
- 中型自動車免許
- 第二種運転免許
- 普通自動二輪車免許（普通・小型）
- 大型自動二輪車免許
- 限定解除

## アクセス
- JR東日本京浜東北線・武蔵野線南浦和駅から徒歩13分。
- 南浦和駅コース、浦和駅・武蔵浦和駅コース、戸田駅・北戸田駅・蕨駅コース、西浦和駅・田島団地コースの4つの循環コースで送迎バスが運行されており、交差点付近や路線バスのバス停以外であれば途中乗車も可能。

## 周辺
- 東京外環自動車道 - 技能教習施設に架かり、同施設の直上に外環浦和インターチェンジがある。
- 国道298号 - 外環道と並行し、同じく技能教習施設に架かる。
- 東北本線 - 道路を隔てて当教習所の東側を通る東日本旅客鉄道の路線。当教習所の最寄り駅である南浦和駅を通る京浜東北線の線路もあり、同線の東京駅以北は正式にはこの東北本線の一部（電車線）である。
- さいたま車両センター - 当教習所の東方に、京浜東北線の上下線には挟まれる形で立地する。
- 浦和実業学園中学校・高等学校 - 当教習所の北側に隣接する。
- 川口市立芝西中学校